# Octave Arnolfini
Pour les articles homonymes, voir Arnolfini.
Octave Arnolfini est un abbé cistercien dont l’action est à l'origine de la réforme qui mène l'Étroite Observance de Cîteaux.

## Biographie
Octave Arnolfini reçoit, en 1598, la charge d’abbé commendataire de l'abbaye de la Charmoye sur la commune de Montmort, en France. Prenant cette mission au sérieux, il entre en noviciat à Clairvaux, en 1602, pour devenir moine. En 1605, il est élu abbé de Châtillon, sur la commune de Pillon. Il meurt à l'abbaye de Preuilly, sur la commune d'Égligny, et est enterré à Châtillon.

## Le réformateur
Dès le 9 mai 1606, il s’engage avec deux autres abbés à rétablir l'ordre cistercien dans sa rigueur initiale : ce fut l'origine de l'étroite observance de Cîteaux. À partir de 1616, l'influence de celle-ci s'étend à l'ensemble de la filiation de Clairvaux. En 1624, Arnolfi participe aux Vaux-de-Cernay, au premier chapitre général des abbés réformés, et, en 1627, il choisit son neveu Joseph comme coadjuteur, pour assurer la pérennité de la réforme. Tous les deux entrent alors en conflit avec le cardinal de La Rochefoucauld (1558-1645), grand aumônier de France. Joseph meurt en 1656, à l'abbaye d'Argensolles, dans la commune de Moslins.